# Froarp
Froarp is een plaats in de gemeente Karlshamn in het landschap Blekinge en de provincie Blekinge län in Zweden. De plaats heeft 71 inwoners (2005) en een oppervlakte van 10 hectare.